# IC 1255
IC 1255 је спирална галаксија у сазвјежђу Змијоноша која се налази на листи објеката дубоког неба у Индекс каталогу.
Деклинација објекта је + 12° 41' 46" а ректасцензија 17h 23m 5,4s. Привидна величина (магнитуда) објекта IC 1255 износи 13,5 а фотографска магнитуда 14,2. IC 1255 је још познат и под ознакама UGC 10826, MCG 2-44-3, CGCG 82-23, IRAS 17207+1244, PGC 60180.